# Långaröds distrikt
Långaröds distrikt är ett distrikt i Hörby kommun och Skåne län. 
Distriktet ligger sydost om Hörby. 

## Tidigare administrativ tillhörighet
Distriktet inrättades 2016 och utgörs av en del av området Hörby köping omfattade till 1971, delen som före 1969 utgjorde Långaröds socken.
Området motsvarar den omfattning Långaröds församling hade vid årsskiftet 1999/2000.